# جوهنريل كاسيميرو
جوهنريل كاسيميرو مواليد 13 فبراير 1990 في الفلبين، هو ملاكم محترف فلبيني يصنف ضمن فئة وزن الذبابة بدأ مسيرته الاحترافية سنة 2007 حيث انتصر في نزاله الأول. حقق بطولة الاتحاد الدولي للملاكمة.

## المسيرة الاحترافية
من نزالاته:
- انتصر على أمنات رونروينج بالضربة القاضية (25-05-2016).

## إحصائيات
خاض خلال مسيرته 29 نزالا، فاز في 25 ولم يتعادل وخسر في 4. فاز بالضربة القاضية في 16 نزالا.

## روابط خارجية
- جوهنريل كاسيميرو على موقع بوكس ريك (الإنجليزية) (registration required)